# Генічеський маяк
Генíчеський маяк — маяк на березі Утлюцького лиману Азовського моря в Україні. Знаходиться у Генічеську, Генічеський район Херсонської області.

## Історія
Ініціатива будівництва маяка належить історику Фердинанду Врангелю. Маяк почали будувати в 1874 році найкращими французькими спеціалістами того часу. Будували протягом п'ятьох років до 1879 року. Через Російсько-турецьку війну 1877—1878 років маяк не світив, а функціонував як несвітний навігаційний знак. І тільки в 1883 році змогли відкрити та освітити. Східна межа сектора захищала мореплавців від п'ятиметрової обмілини, що лежала на захід від Бирючої коси, а інша, що ближче до Генічеська, вказувала на початок Генічеського підхідного каналу, будівництво якого було завершено в 1900 році. Був сильно пошкоджений під час Німецько-радянської війни, вогонь був відновлений в 1944 році, а будівля відновлена і відремонтована в 1961 році. В 1977 році на маяку встановлено додатково білий проблисковий вогонь, а в 1990 році — радіомаяк.

## Опис
Маяк є двоповерховий будинок з маячною вежею, що стоїть на високому березі Утлюцької затоки. Загальна висота над рівнем моря складає 25,4 м. Висота вогню — фокальна площина 21 метр (69 футів). Вогонь — спалах білого кольору що 5 секунд; фіксований вогонь червоного кольору встановлений нижче фокальної площини основного вогню. 12-метрова (39 футів) квадратна циліндрична кам'яна вежа, прибудована до передньої частини 2-поверхового будинку доглядача. Маяк пофарбований у білий колір з чорною вертикальною смугою.

## Галерея

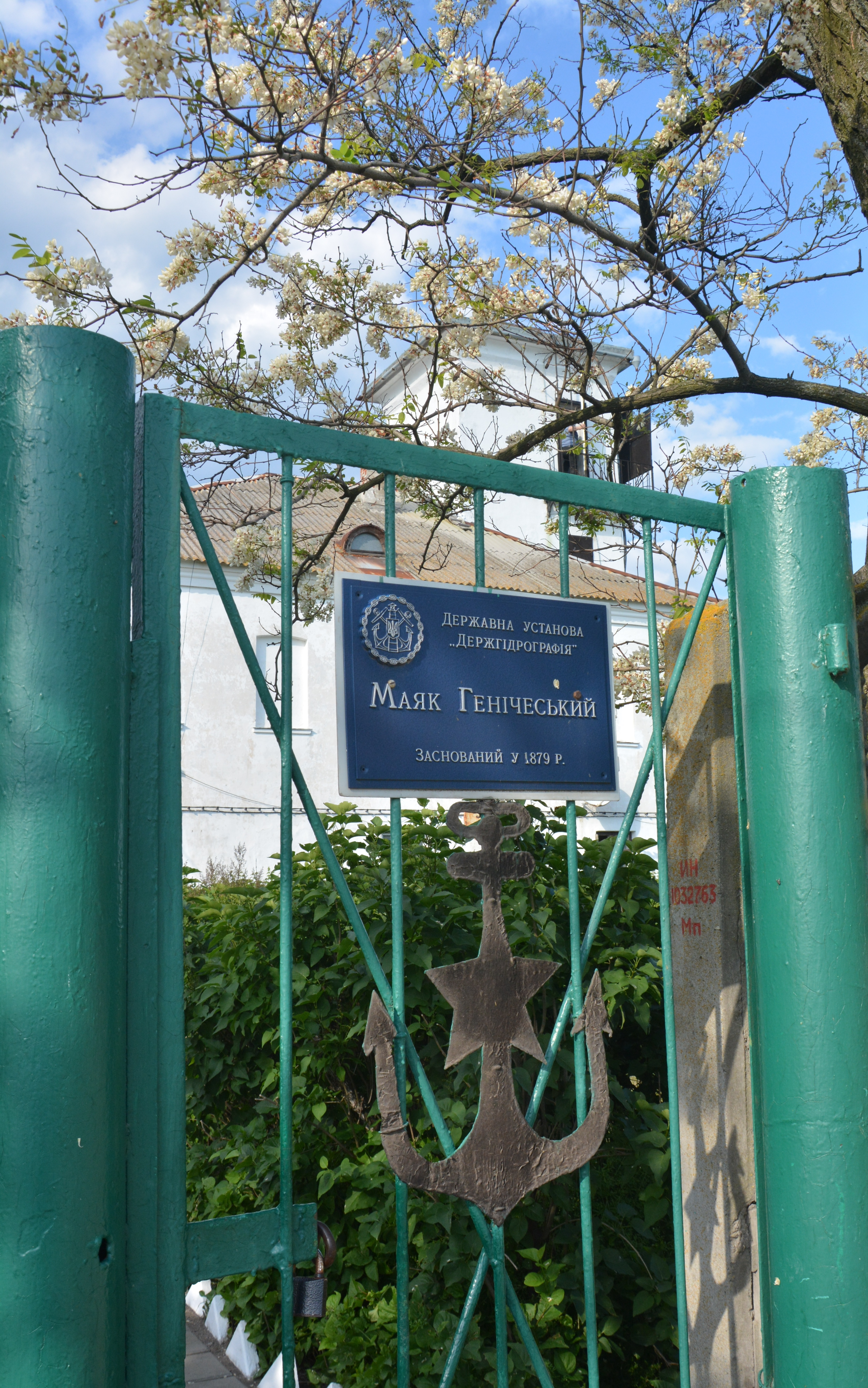
Вхід до маяка
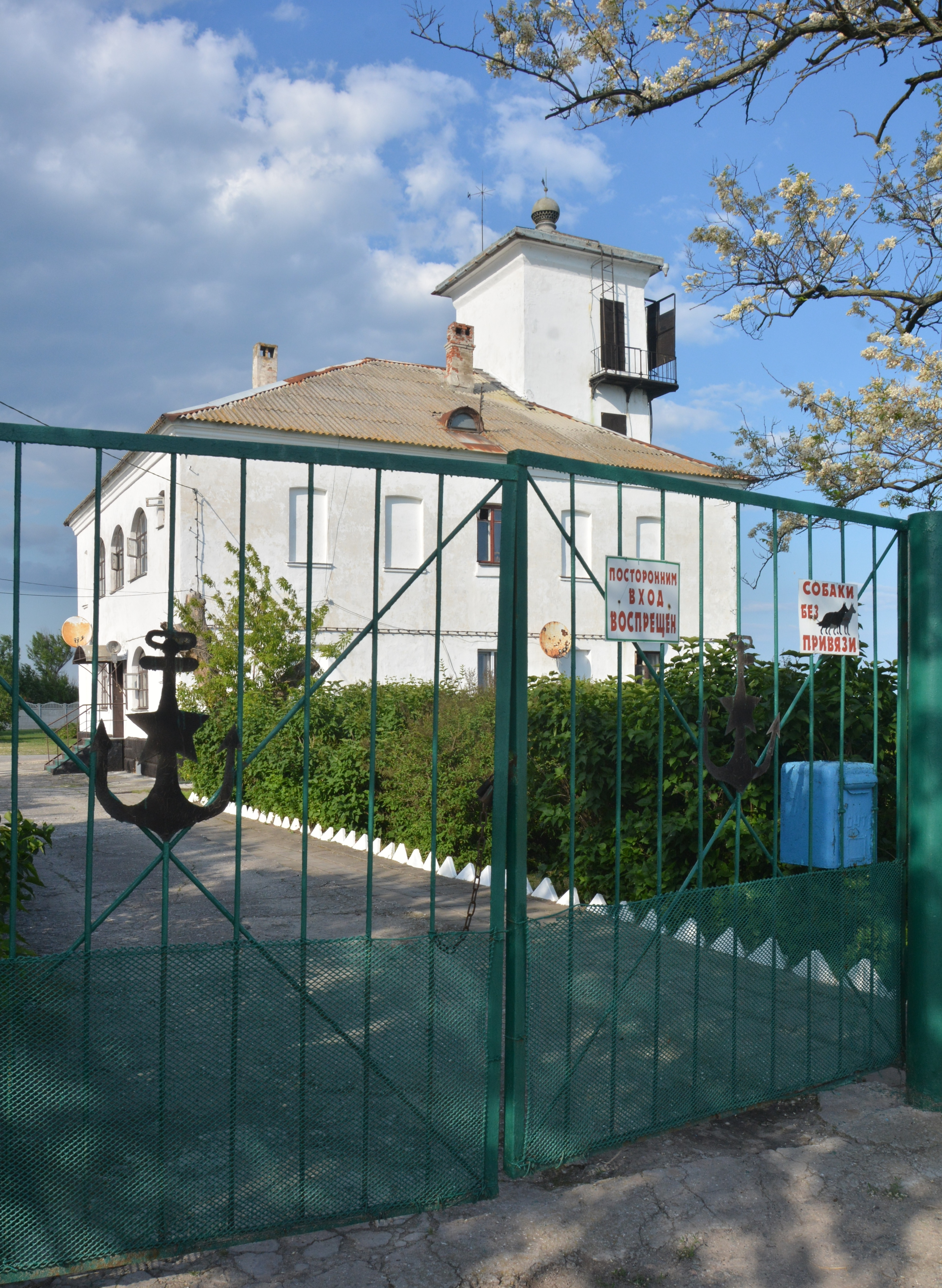
Вид від входу
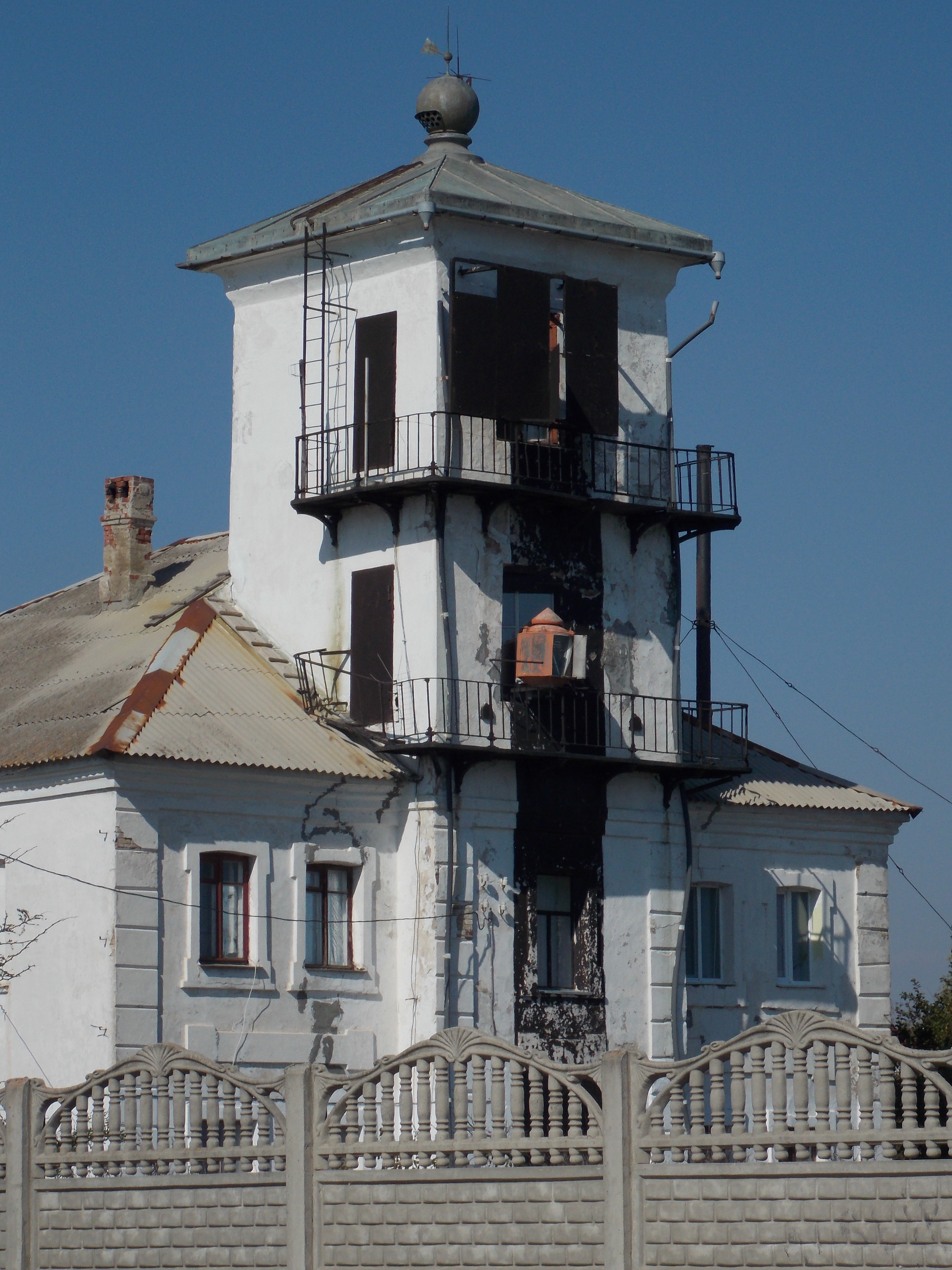
Маяк (деталь)
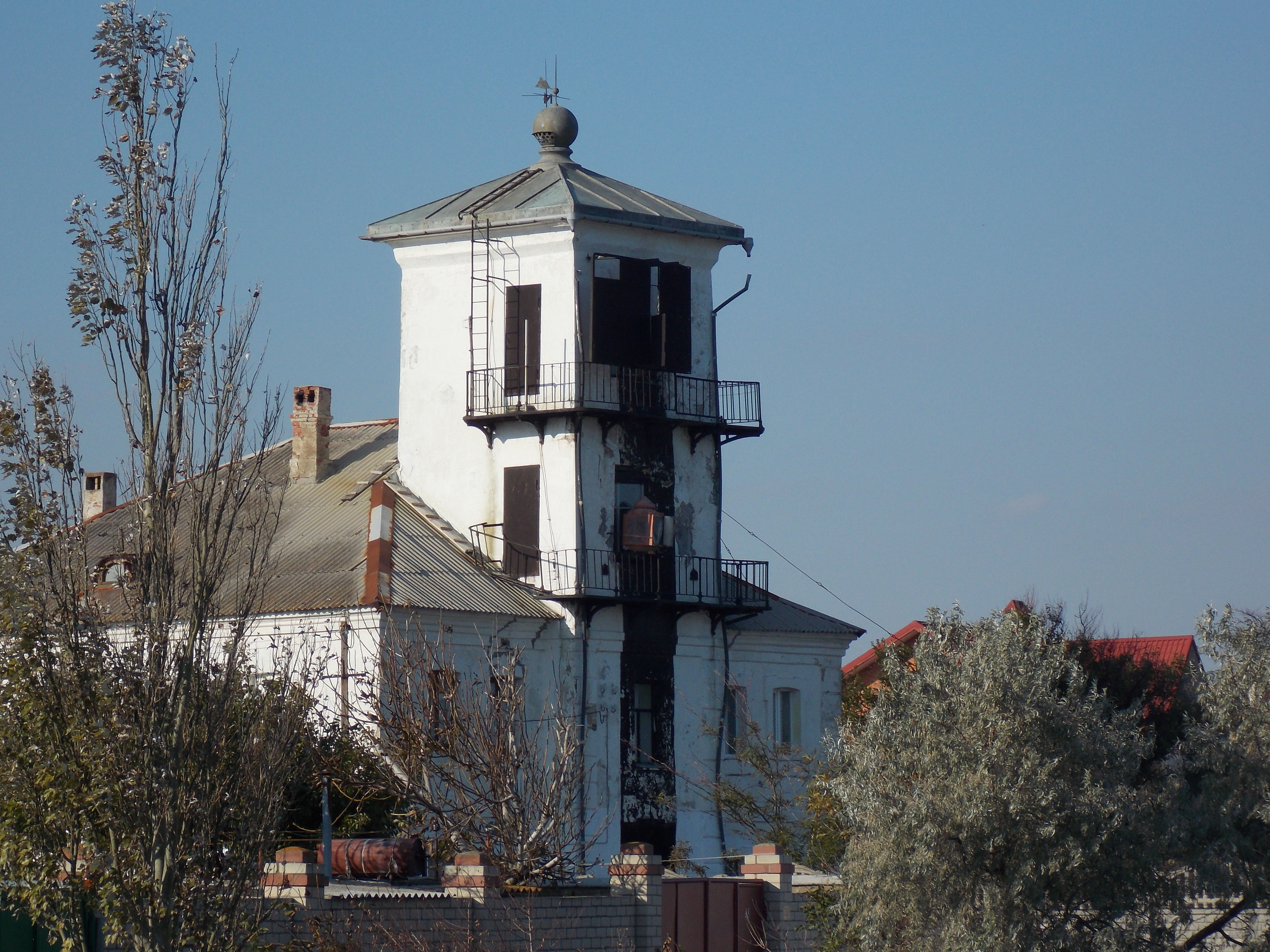